# 페라리 로마
페라리 로마(영어: Ferrari Roma)는 페라리에서 2020년부터 생산 중인 스포츠카이다. 차명인 로마는 이탈리아의 수도이자 대도시인 로마에서 유래되었다.
2019년 11월 13일에 온라인을 통해 공개하였다. 2023년에는 로마의 소프트톱 컨버터블 버전이 공개되었다.

## 디자인
페라리 로마의 전체적인 외관은 250 GTO 레이싱 카, 250 GT 루소 및 250GT 2+2 그랜드 투어링카를 연상하며, 전면은 페라리 SF90 스트라달레 플래그십 스포츠카에서 영감을 얻었으며, 측면 프로필은 페라리 812 슈퍼패스트를 연상한다. 디자인 특징으로는 바디 컬러 그릴, 플러시 도어 핸들, 전면 및 후면의 슬림 한 LED 조명, 깊은 턱 스포일러 및 100km/h 미만의 속도로 수평을 유지하는 액티브 리어 윙이 있다.

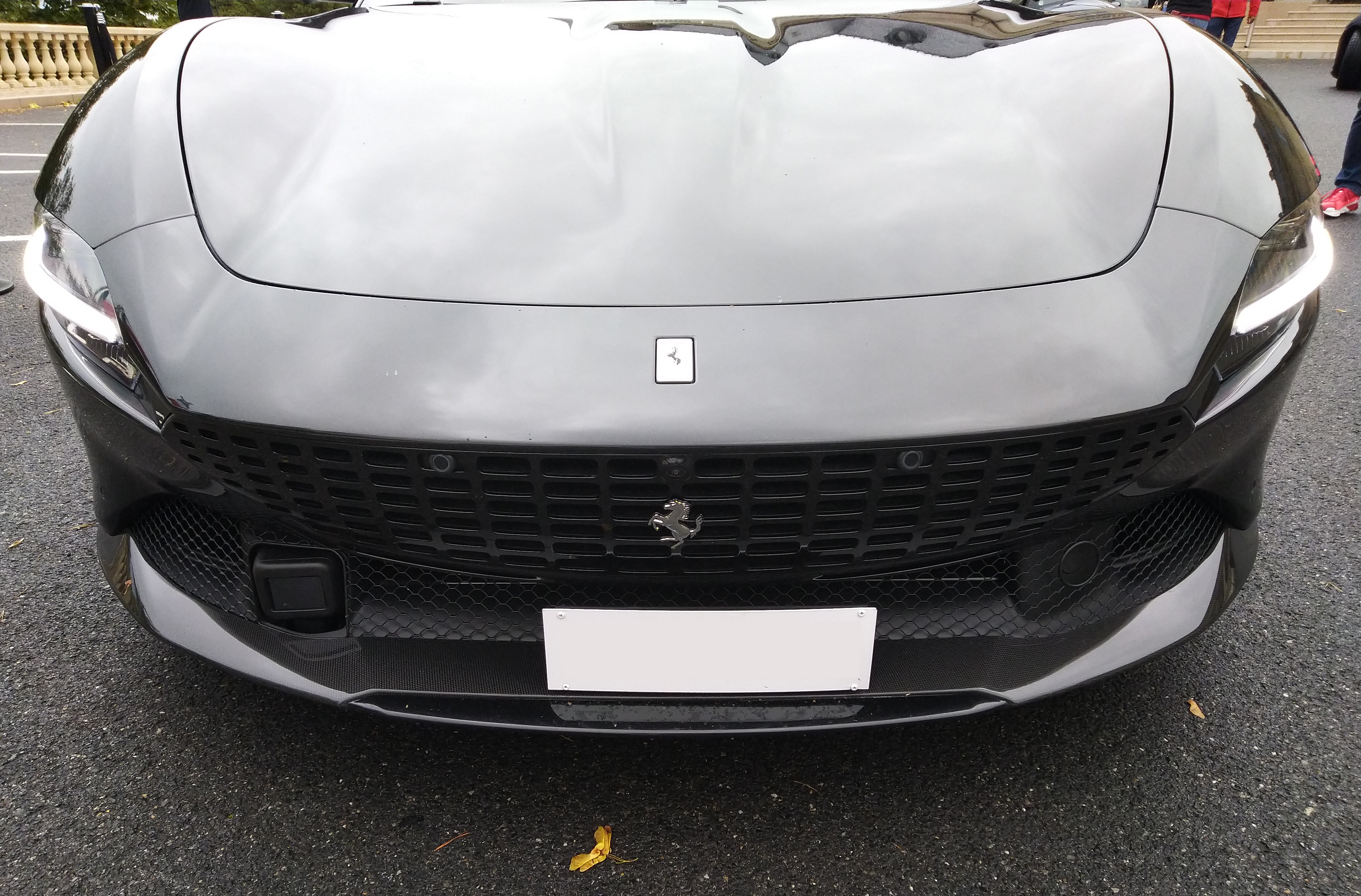
페라리 로마의 앞 부분

## 사양 및 성능

### 엔진 및 변속기
페라리 로마의 엔진은 F154 엔진으로 구동되며 최대토크는 3,000~5,750rpm 사이에서 761 N·m (561 lb·ft)이다.

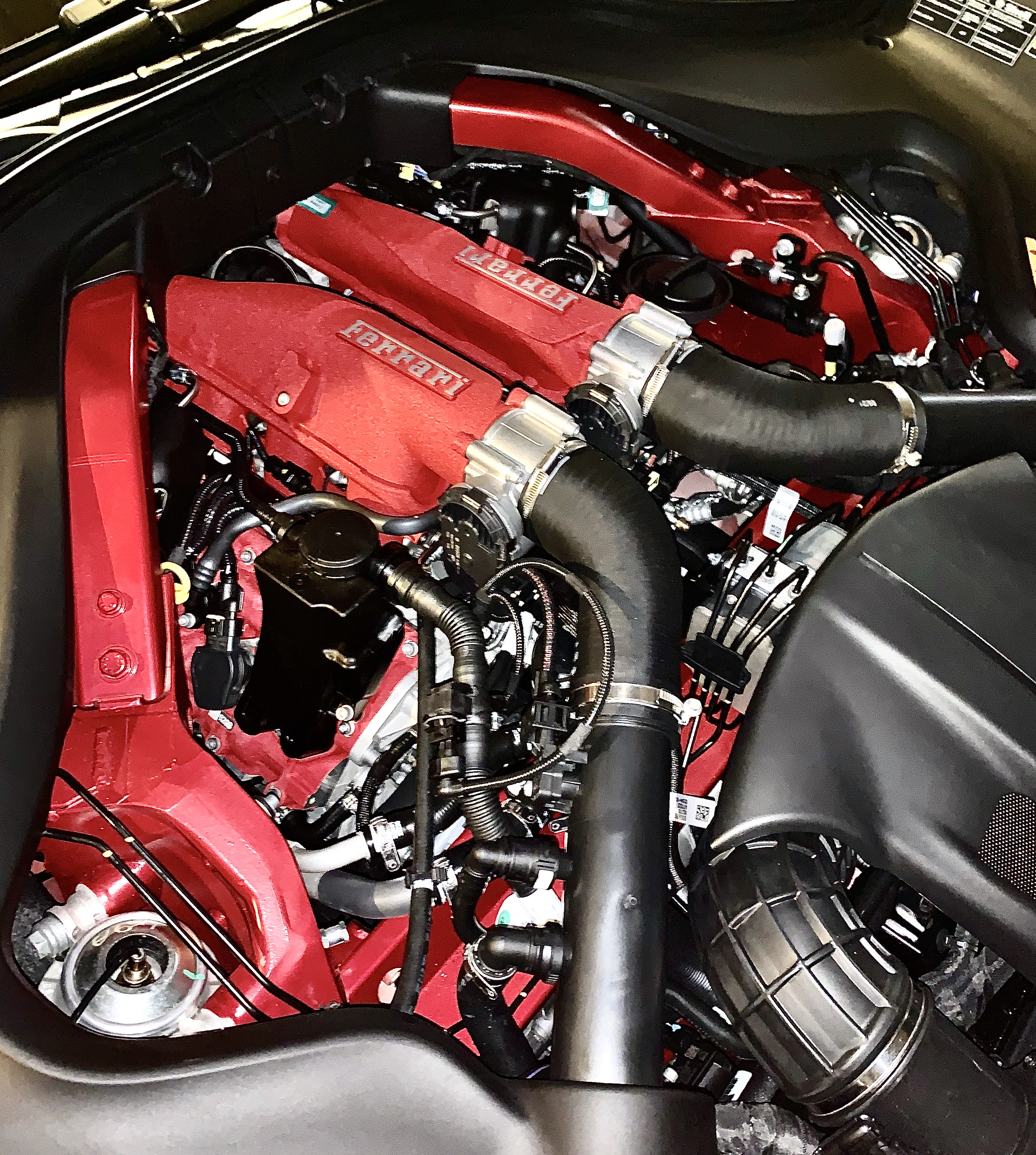
페라리 F154 엔진

포스드 인덕션 시스템은 2개의 병렬 수냉식 터보차저와 2개의 공랭식 인터쿨러를 사용하며 건식 섬프 윤활 시스템은 높은 중력 작동 중 오일 부족을 방지하는 데 도움이 된다.
엔진은 SF90 스트라달레에 사용되는 새로운 8단 듀얼 클러치 F1 변속기와 짝을 이루고 있다. 새로운 장치는 고속도로 순항을 위해 확장된 키가 큰 상단 기어를 사용하여 중간 기어에서 더 많은 가속을 제공한다. 페라리는 이전 세대의 7단 장치와 비교할 때 3단 기어에서 종방향으로 당기는 힘이 15% 더 높다고 말하였다.트랜스 액슬에는 전자식 차동 장치와 SF90의 전기 모터 후진 장치와 대조되는 기계식 후진 기어가 장착되어 있다. 전비중량은 포르토피노에 사용된 7단 장치보다 6kg(13lb) 적으며 더 빠르고 부드러운 변속을 제공한다고 한다. 무게 감소의 대부분은 드라이 섬프 설계와 다양한 엔진 구성 요소를 단단히 감싸고 있는 컴팩트한 1차 합금 오일 케이스 덕분이다.

### 서스팬션
안티롤 바가 있는 이중 위시본 코일 스프링 설계에는 MagneRide 동적 충격 흡수 시스템이 옵션으로 제공되어 자기유변학적 댐퍼를 사용하여 보다 컴팩트하고 제어된 차량 작동을 제공한다.

### 전비중량
로마는 동일한 플랫폼을 기반으로 하며, 포르토피노보다 무게가 200kg (440lb) 더 높다. 무게 분포는 전면은 50%, 후면은 50%이다.

### 휄, 타이어 및 브레이크
20인치 주조 알루미늄 휠은 옵션으로 20인치 단조 알로이 휠이 기본으로 제공된다.

### 배기 시스템
안티롤 바가 있는 이중 위시본 코일 스프링 설계에는 MagneRide 동적 충격 흡수 시스템이 옵션으로 제공되어 자기유변학적 댐퍼를 사용하여 보다 컴팩트하고 제어된 차량 작동을 제공한다.

### 성능
로마가 발표한 최고 속도는 320km/h (199mph)이고, 성능 수치는 0-100km/h (62mph) 가속 시간은 3.4초이다. 출력 비율은 동급 최고 2.37kg/cv (5.3lb/hp)이다.(실제로 제로백은 3.1초 까지도 나왔다.)

## 페라리 로마 스파이더

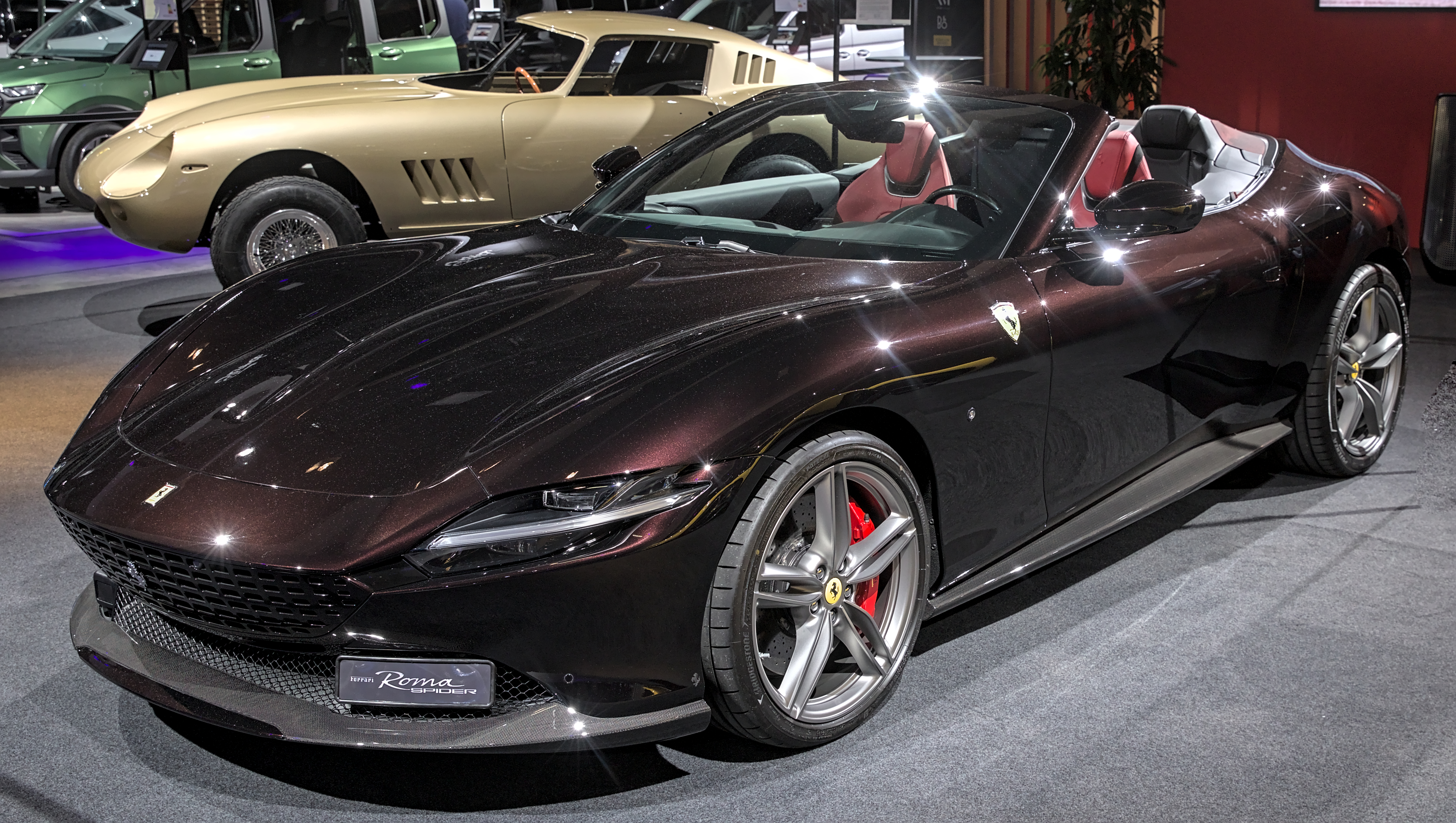
페라리 로마 스파이더

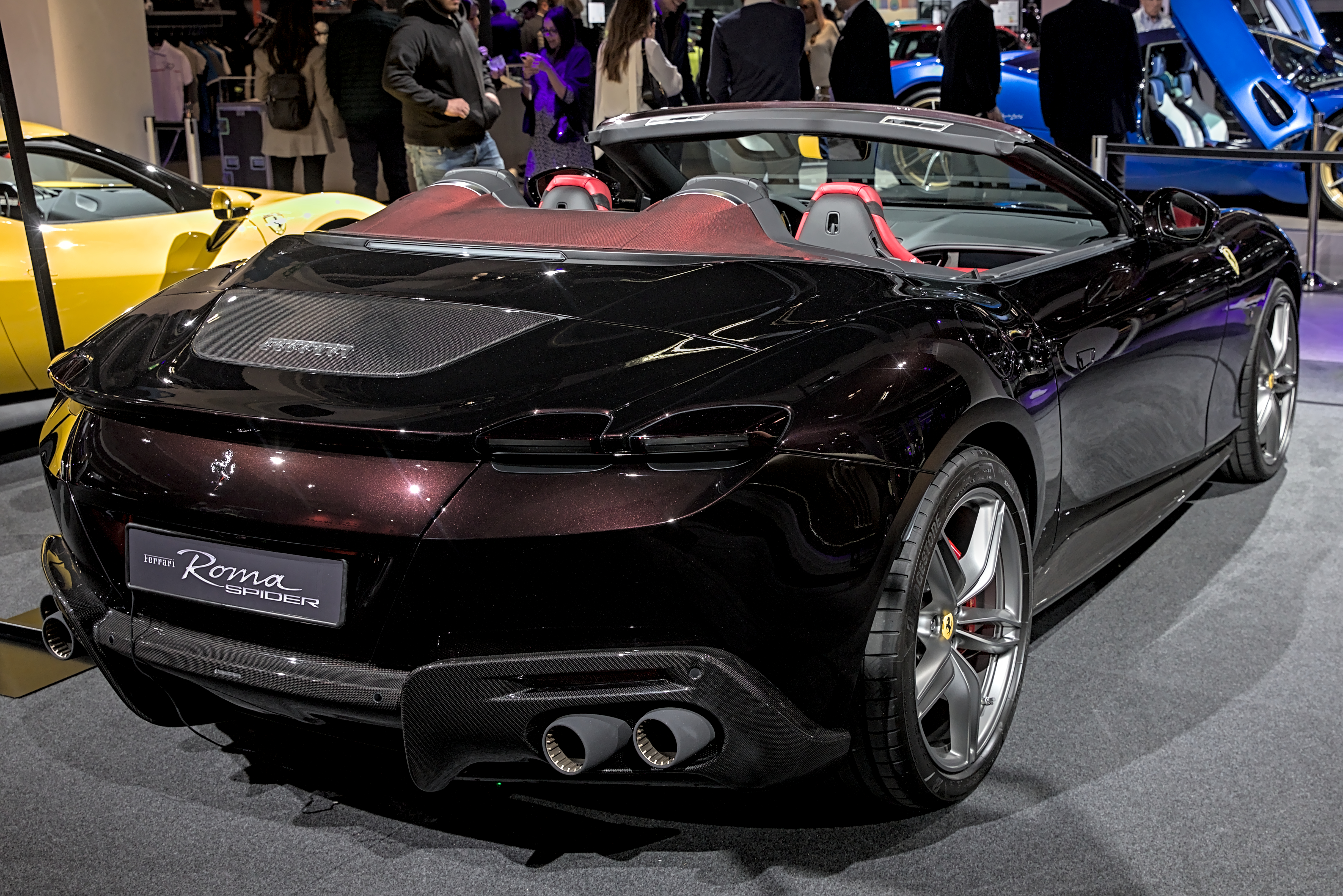
페라리 로마 스파이더 후면

2023년 3월, 페라리는 로마 스파이더를 공개했다. 이 모델은 페라리 포르토피노를 대체하기 위한 것이다. 성공적인 페라리 로마를 기반으로 한 새로운 스파이더 모델은 소프트톱을 특징으로 한다. 이는 1969년 365 GTS4 이후 54년 만에 프론트 엔진 페라리에서 소프트톱이 다시 등장하는 것을 의미한다.

### 페라리 로마 스파이더 오로
2024년 10월 9일, 페라리는 테일러 메이드 부서가 페라리가 도입한 새로운 제조 기술과 혁신적인 소재를 대중에게 선보이기 위해 특별 스파이더를 공개했으며, 2025년 2월까지 페라리 원 오브 어 카인드 전시회 내 엔초 페라리 박물관에서 대중에게 전시될 예정이다.

## 판매
로마의 기본 가격은 218,670달러이다. 일반적인 최종 빌드 아웃 구성의 범위는 270,000달러~310,000달러이다. 페라리는 구매자의 70%가 페라리의 첫 고객이 될 것으로 추정하고 있다. 그들은 페라리 로마가 포르쉐 911과 애스턴 마틴 시장을 정면으로 겨냥하고 있다고 말했다.전체적인 디자인 테마는 전통적인 페라리 로드 카에서 다소 벗어난 "절제된 우아함"이다.

## 헌정 및 수상
로마는 2019년 11월 14일, 로마의 스타디오 데이 마르미(대리석 경기장)에서 열린 국제 행사에서 공개적으로 공개되었다. 2020년에는 통일 이탈리아의 수도로 로마가 선언된 지 150주년 기념 행사에 모습을 드러냈다.
페라리 로마는 2020년 레드닷 디자인 어워드를 수상하여 차량 디자인을 인정받았다. 레드닷은 "모든 불필요한 세부 사항을 포기함으로써 페라리 로마의 디자인은 이 스포츠카의 시대를 초월한 우아함을 특징짓는 형식적 미니멀리즘을 달성한다"고 언급했다.
오토&디자인 매거진은 로마에게 2020년 최고의 양산차 디자인 상을 수여했다. 국제 자동차 기자단 패널은 로마가 그란 투리스모 자동차의 고전적인 라인을 재해석하고 감각적이고 매혹적이며 최첨단 디자인으로 21세기까지 투영한다고 말했다.
2021년 에스콰이어 카 어워드는 페라리 로마를 올해의 베스트 디자인 자동차로 선정했다.

## 비디오 게임에서의 등장
- 아스팔트 9: 레전드